# 青少年杂志
青少年杂志是针对青少年读者的杂志。它们通常包括八卦、新闻、时尚提示和采访，也可能包含海报、贴纸、化妆品或其他周边产品和插页的小样本。
青少年杂志行业通常以女性为主。许多学者对青少年杂志进行了批评，因为所呈现的主题范围很窄，并且只呈现了有限的女性角色，有些人认为它们之所以有效，是因为杂志与读者之间的关系。文本本身创造了一个独特的女性空间，因为青少年杂志的编辑专注于使他们的文本内容适合读者的分析能力。在青少年获取有关性信息的媒体中，青少年杂志尤为重要，因为它们会影响有关性和性行为的知识、态度和价值观，尤其是对少女而言。
与大多数主流杂志一样，青少年杂志通常在超市、药店、书店和报摊出售。